# Фунт Святой Елены
Фунт Святой Елены — валюта британской заморской территории Острова Святой Елены, Вознесения и Тристан-да-Кунья, приравненная к фунту стерлингов. До 1 января 2003 года в Общероссийском классификаторе валют называлась фунтом острова Святой Елены или фунтом Острова Святой Елены.
Фунт Святой Елены является законным платёжным средством не только на собственно острове Святой Елены, но также на острове Вознесения, и некоторых других, более мелких, островах, в административном отношении составляющих одно владение Соединенного Королевства — Острова Святой Елены, Вознесения и Тристан-да-Кунья (за исключением островов Тристан-да-Кунья, административно входящих в состав этого владения, но использующих в обращении не фунт Святой Елены, а фунт стерлингов).

## История
С начала британской колонизации островов в XVII веке официальным платёжным средством был фунт стерлингов, однако фактически в обращении в основном использовались испанские монеты. Небольшое количество монет для островов было выпущено в 1714 и 1821 годах Британской Ост-Индской компанией, однако большую часть монет в обращении продолжали составлять иностранные монеты, в том числе индийские рупии, испанские и др. монеты. В 1843 году законным платёжным средством был объявлен фунт стерлингов, но в обращении длительное время продолжали использоваться различные дублоны и доллары. С 1925 по 1949 год законным платёжным средством был также южноафриканский фунт.
В соответствии с ордонансом 1975 года и валютным законом 1976 года был создан Валютный совет Правительства Святой Елены.

## Монеты

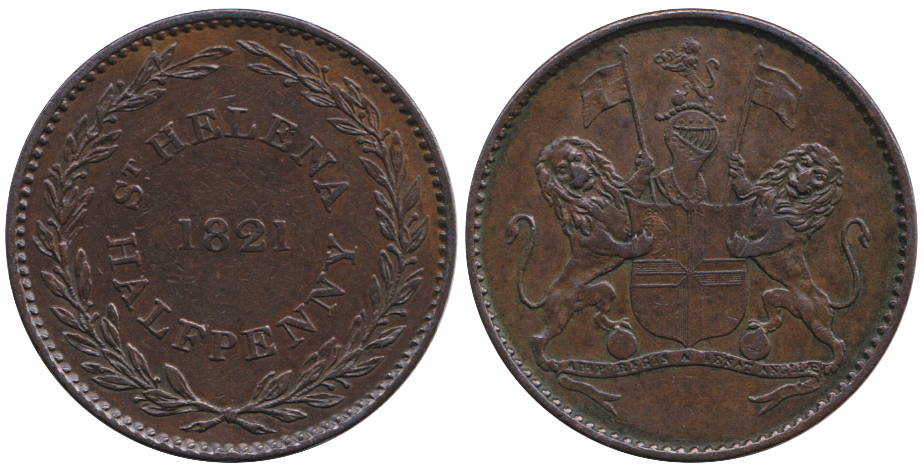
Полпенни Британской Ост-Индской компании отчеканенные для острова в 1821 году.

Первые монеты для острова Святой Елены были выпущены Британской Ост-Индской компанией в 1714 году. Медные монеты в фартинг и пенни чеканились вручную.
Следующий выпуск монет состоялся в 1821 году, той же Британской Ост-Индской компанией были выпущены медные и бронзовые монеты в полпенни. В том же году выпущены медные токены того же номинала «Solomon, Dickson and Taylor».
В 1973 году был начат выпуск памятных медно-никелевых и серебряных монет в 25 пенсов (в 1978 году номинал был указан в кронах, «One crown»), а в 1984 году — в 50 пенсов. Был также начат выпуск памятных монет и других номиналов из различных металлов (золото, серебро, платина) — 2, 5, 25 фунтов.
Монета для обращения в 1 фунт выпущена в 1980 году, а первый полный комплект монет для обращения (1, 2, 5, 10, 50 пенсов и 1 фунт) — в 1984 году. Монеты в 20 пенсов выпускаются с 1998 года, 2 фунта — с 2002-го.

### Монеты островов Тристан-да-Кунья
На островах Тристан-да-Кунья, входящих в состав заморской территории, законным платёжным средством официально является не фунт Святой Елены, а фунт стерлингов. Правительство Тристан-да-Кунья имеет право выпуска собственных монет, являющихся законным платёжным средством на Тристан-да-Кунья. Монеты чеканятся не только с указанием Тристан-да-Кунья, как выпустившей их территории, но и от имени других входящих в архипелаг островов — острова Столтенхоф, острова Найтингейл и острова Гоф. Фактически все эти монеты не находятся в обращении и выпускаются для продажи коллекционерам (острова Столтенхоф, Найтингейл и Гоф вообще практически необитаемы).

## Банкноты
Первые банкноты на острове выпущены от имени губернатора и совета Острова Святой Елены в 1722 году, номиналом в 2 шиллинга 6 пенсов. Следующий выпуск банкнот, номиналом в 5, 20 и 40 шиллингов, состоялся в 1917 году.
Выпуск банкнот правительства Святой Елены начат в 1976 году. Первый выпуск состоял из банкнот номиналом в 1 и 5 фунтов, в 1979 году к ним добавились банкноты в 50 пенсов и 10 фунтов. В 1981 году была выпущена банкнота в 1 фунт нового образца, а в 1986 году — 20 фунтов. В 1998 году выпущена новая банкнота в 5 фунтов, в 2004 году — 10 и 20 фунтов.

## Режим валютного курса
Курс фунта Святой Елены привязан к фунту стерлингов в соотношении 1:1.